# Aethiopulopa hovana
Aethiopulopa hovana är en insektsart som beskrevs av Victor Lallemand 1950. Aethiopulopa hovana ingår i släktet Aethiopulopa och familjen dvärgstritar. Inga underarter finns listade i Catalogue of Life.